# Ali Khamis Khamis
Ali Khamis Abbas Ali Khamis (in arabo علي خميس عباس علي خميس‎?; 30 giugno 1995) è un velocista e ostacolista bahreinita.

## Palmarès
| Anno | Manifestazione      | Sede           | Evento            | Risultato | Prestazione | Note             |
| ---- | ------------------- | -------------- | ----------------- | --------- | ----------- | ---------------- |
| 2011 | Mondiali allievi    | Lilla          | 400 m hs          | Batteria  | 54"27       |                  |
| 2011 | Mondiali allievi    | Lilla          | Staffetta svedese | Batteria  | 1'59"16     |                  |
| 2012 | Mondiali juniores   | Barcellona     | 400 m hs          | Batteria  | 53"90       |                  |
| 2013 | Campionati asiatici | Pune           | 400 m piani       | Argento   | 45"65       |                  |
| 2014 | Mondiali juniores   | Eugene         | 400 m hs          | Argento   | 49"55       |                  |
| 2014 | Giochi asiatici     | Incheon        | 400 m hs          | Oro       | 49"71       |                  |
| 2016 | Giochi olimpici     | Rio de Janeiro | 400 m piani       | 6º        | 44"36       | Record nazionale |
| 2018 | Giochi asiatici     | Giacarta       | 400 m piani       | Bronzo    | 45"70       |                  |
| 2018 | Giochi asiatici     | Giacarta       | 4x400 m           | 5º        | 3'03"97     |                  |
| 2018 | Giochi asiatici     | Giacarta       | 4x400 m mista     | dq        | dq          |                  |